# Клыков, Михаил Аввакумович
Михаи́л Авваку́мович Клы́ков (30 августа 1834, Санкт-Петербург — 13 декабря 1910 (1911), Петербург) — русский исследователь Дальнего Востока России.
Клыков принимал участие в составлении «Руководства для плавания из Кронштадта во Владивосток», «Краткого исторического очерка гидрографии русских морей», обнаружил северный фарватер Амурского лимана. М. А. Клыкову принадлежит заслуга в разработке и практическом осуществлении навигационного ограждения в заливах, бухтах и проливах Петра Великого в виде створных знаков, буев, системы вех и удобные входы в порт Владивосток.

## Служба
В октябре 1844 года поступил учиться в 1-й Штурманский полуэскадрон. С 1848 года юнгой стал выходить в море, в 1850 году участвовал в заграничном плавании. В 1851 году произведён в кондуктора. В апреле 1853 года выпустился с учебного заведения с присвоением чина Корпуса флотских штурманов прапорщика и назначен младшим штурманским офицером.
Во время Крымской войны М. А. Клыков находился в осажденном городе Роченсальм. С 1855 года находился в рядах защитников города Свеаборга.
В 1857 году М. А. Клыков переведён в Сибирскую военную флотилию. На Дальнем Востоке России занимался метеорологическими наблюдениями и гидрографическими работами по описи и промеру Амурского лимана, реки Амур и Японского моря.

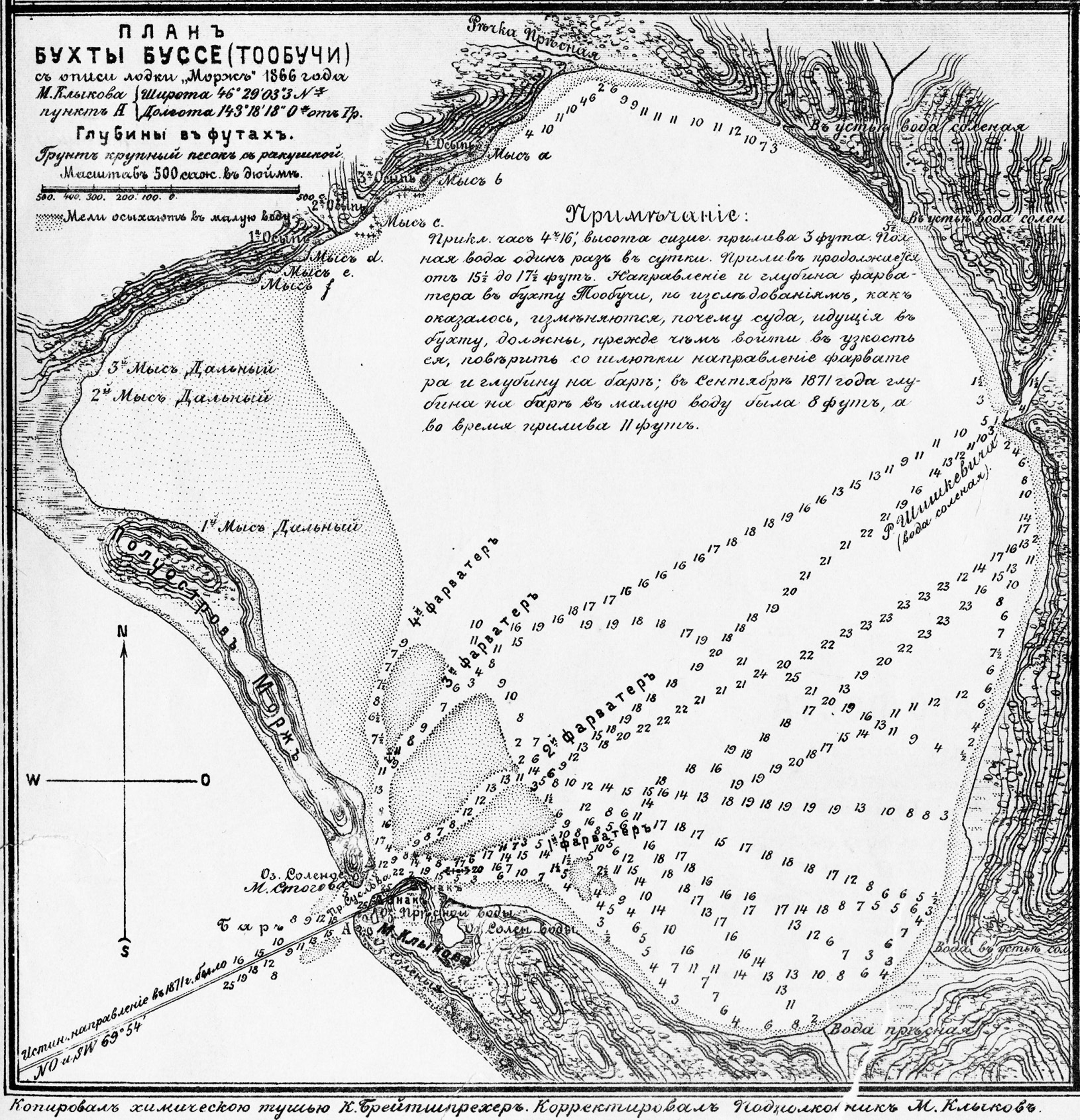
Составленный М. А. Клыковым план бухты Буссе во время экспедиции 1866 года на МКЛ «Морж», с пометками от 1871 года

В 1858 году выполнял съёмку устья Амура. С 1858 по 1859 год преподавал математические науки в Николаевском-на-Амуре городском училище. В 1861 году получил звание подпоручика, а в 1866 году — Корпуса флотских штурманов поручика. До 1867 года изучал природу Татарского пролива, выполнял корректировки карты залива Петра Великого. С 1871 года возглавил гидрографическую часть управления портов Восточного океана, в этом же году получил звание Корпуса флотских штурманов штабс-капитана. В 1872 году издал труды: «Гидрографический обзор берегов залива Петра Великого в Японском море» и «План порта Владивосток». В 1875 году провёл новую гидрографическую экспедицию в залив Посьета, по итогам которой дополнил и исправил карту, составленную В. М. Бабкиным.
С 1886 года исполнял должность старшего производителя работ картографической части Главного Гидрографического управления, получив звание Корпуса флотских штурманов подполковника.
13 декабря 1910 года М. А. Клыков скончался в Санкт-Петербурге, похоронен на Смоленском православном кладбище.

## Награды
- 1856 год — орден Святой Анны 4 степени, с надписью «За храбрость».
- 1877 год — орден Святого Станислава 2 степени.
- 1878 год — орден Святого Владимира 4 степени с бантом.
- 1881 год — орден Святой Анны 2 степени.
- 1907 год — орден Святого Владимира 3 степени.

## Память
В честь Клыкова названы:
- бухта Клыкова (Японское море, залив Петра Великого; название присвоено в 1972 году)[5];
- горы Северный пик Клыкова и Южный пик Клыкова (Брат и Сестра)
- остров Клыкова, залив Петра Великого, Японское море
- полуостров Клыкова залив Чихачёва, Татарский пролив
- мыс Клыкова, залив Чихачёва, Татарский пролив (по другим данным, мыс назван в честь брата Михаила Аввакумовича, Ивана Аввакумовича Клыкова (1839—?), который обследовал этот мыс в 1865 году[6])
- мыс Клыкова, западный берег Амурского залива, залив Петра Великого
- мыс Клыкова, восточный берег Амурского залива, залив Петра Великого
- мыс Клыкова, залив Посьета, залив Петра Великого
- банка в Японском море (залив Петра Великого, залив Посьета; открыта в 1865 году подпоручиком М. А. Клыковым, тогда же названа по фамилии первооткрывателя)[5].
- банка в Охотском море (Амурский лиман; обследована в 1867 г. М. А. Клыковым, названа по фамилии исследователя)[5].
- банка Клыкова Западная (Японское море, залив Петра Великого, Амурский залив; обследована в 1867 г. М. А. Клыковым, тогда же названа по фамилии исследователя)[5].